# Pallamano Alcamo
La Team Handball Alcamo  è una società di pallamano di Alcamo (TP), attualmente militante nella Serie B Drago , terza serie del campionato italiano di pallamano maschile.

## Storia

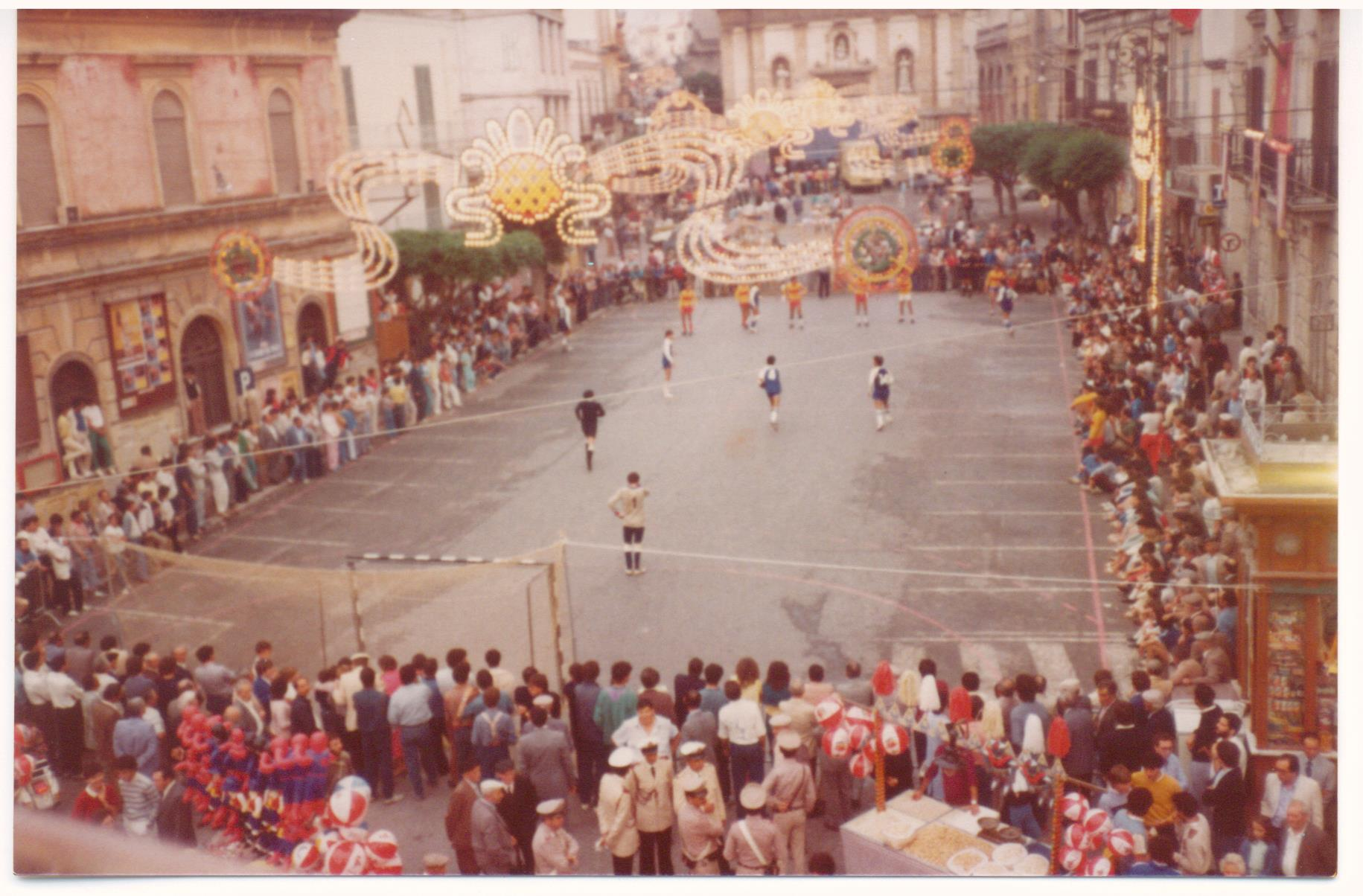
Incontro di pallamano in Piazza Ciullo.